# Espaço Killy

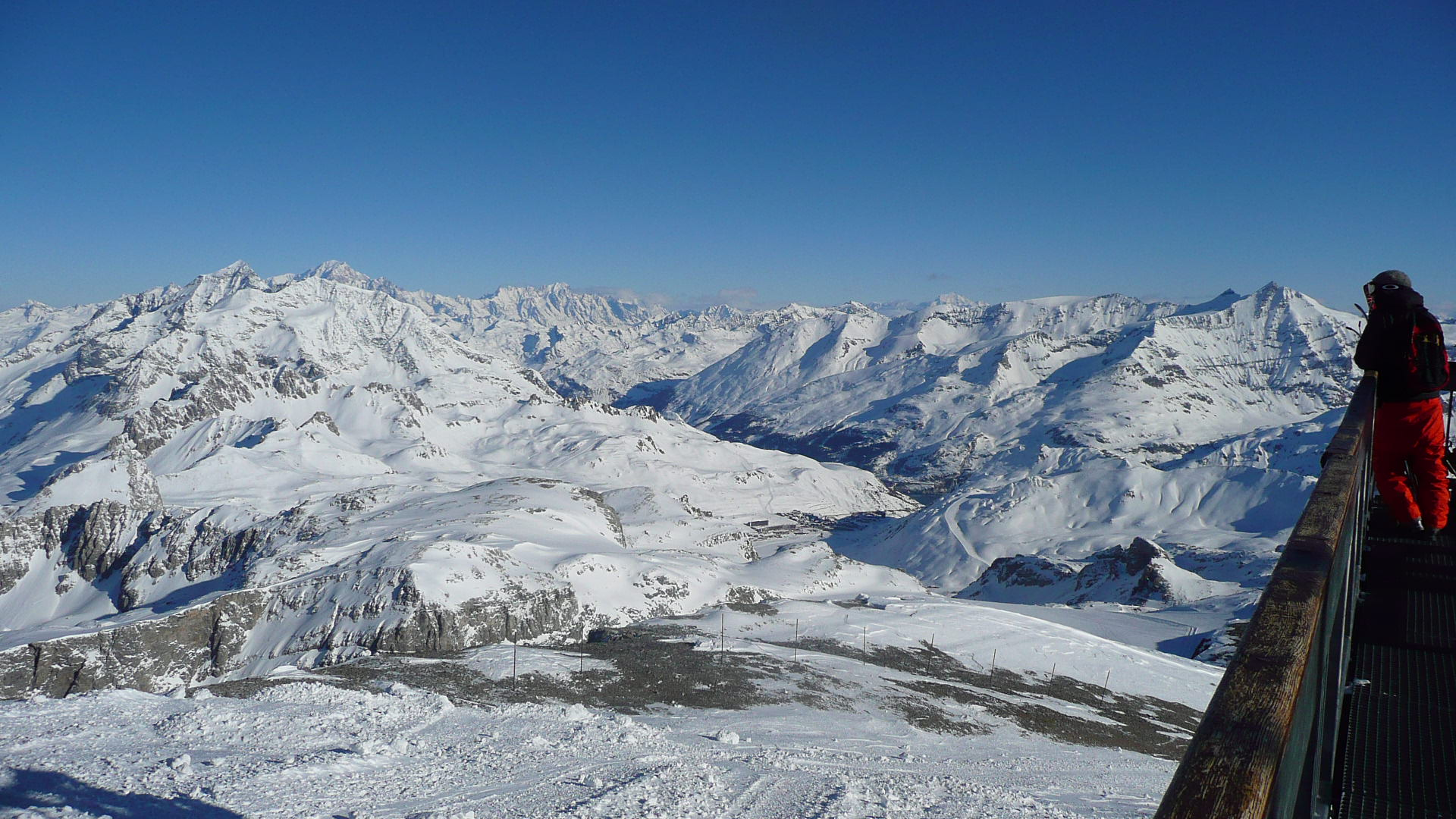
Vista do espaço Killy desde a Grande Motte

Espaço Killy (em francês:   Espace Killy) é o nome porque é conhecido um domínio de esqui alpino que se encontra ao mesmo tempo nas estações de Val d'Isère e de Tignes na Saboia.
Realmente situado no Maciço da Vanoise na parte superior do vale da Tarentaise foi nomeada em honra do grande atleta mítico, Jean-Claude Killy que durante os Jogos Olímpicos de Inverno de 1968 em Grenoble ganhou as três provas do esqui alpino; descida, slalom e slalom gigante.
O domínio estende-se desde o Passo do Iseran no Val d'Isère ao Val Claret de Tignes.

## Características
O domínio cobre uma superfície de 300 km de pistas das quais; 22 pistas verdes, 61 pistas azuis, 46 pistas vermelhas e 25 pistas pretas. Além disso existe um percurso de 44 km de pistas de esqui de fundo.
O conjunto é servido por 89 subidas mecânicas constituídas por:
- 4 teleféricos
- 2 funiculares
- 4 telecabine
- 23 telecadeiras desembraiáveis
- 22 telecadeiras fixas
- 34 telesquis